# NJAS - Wageningen Journal of Life Sciences
NJAS - Wageningen Journal of Life Sciences is een Nederlands, aan collegiale toetsing onderworpen wetenschappelijk tijdschrift op het gebied van de landbouwkunde. NJAS is het officiële tijdschrift van de Koninklijke Landbouwkundige Vereniging en verschijnt 4 keer per jaar. Het eerste nummer verscheen in 1952. Sinds 2008 wordt het tijdschrift uitgegeven door Elsevier. De naam wordt in literatuurverwijzingen meestal afgekort tot Njas-Wagen. J. Life Sc.